# 八幡山秀綱
八幡山 秀綱（はちまんやま ひでつな）は、沢田源内が制作したと見られる沙沙貴神社所蔵の「佐々木系図」などに見られる人物。六角義実や六角義郷が実在するとして書かれた偽書『江源武鑑』には天正2年に若狭局の子が夭折し、天正8年2月に龍勝丸という子が若狭局との間に生まれたという記述があるが、該当する人物の記載はない。

## 略歴
六角義秀の子として誕生。母は織田信広娘・千代君。京極氏が所蔵していた「六角佐々木氏系図略」では、義実の子で長男の「義康」の弟として、従五位下上総介の「秀綱」が記載されている。
織田秀信の養子となり、三郎と称した。文禄の役の頃に兄・義郷の養子として六角家の相続人となり、義郷と共に「名護屋御留守在陣衆」として肥前国名護屋城に在番した。
慶長6年（1601年）兄に先立って没した。